# Гертруда Зульцбаська

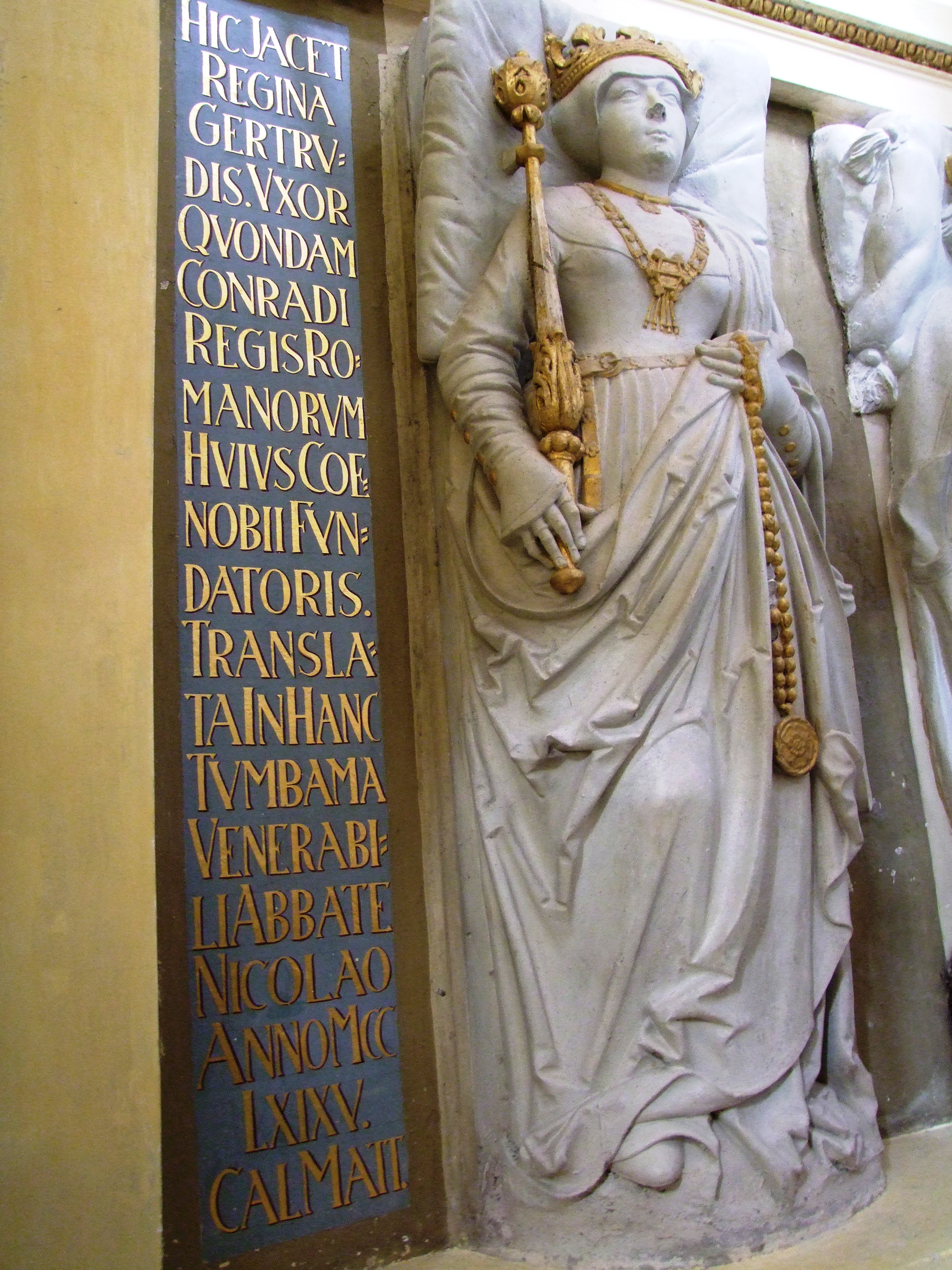
Місце поховання Гертруди фон Зульцбах в Цистерціанському абатстві у місті Ебрахімі (Баварія)

Гертруда Зульцбаська (нім. Gertrud von Sulzbach ; 1110 — 14 квітня 1146, Бад-Герсфельд) — німецька королева. Друга дружина німецького короля Конрада III.

## Життєпис
Гертруда народилась 1110 року, як представниця знатного графського роду Зульцбах, що належав до впливових родів салічної та ранньоштауфенської імперії. Гертруда була дочкою Беренгара II, графа Зульцбахського (пом. 3 грудня 1125 року) і його другої дружини, Адельгейди фон Дісен-Вольфратшаузен (пом. 1126).
Її батько зіграв важливу роль в поваленні імператора Генріха IV і зведенні на престол його сина Генріха V. Він був одним з головних радників імператора Священної Римської імперії Генріха V.
Її сестри і брати були одружені з правлячими особами: сестра Люітгарда Зульцбахська (пом. близько 1163) була герцогинею Нижньої Лотарингії, брат Гебхард II Зульцбахський був одружений з донькою баварського герцога Генріха IX Матильдою (пом. 1165). Гертруда була сестрою Берти (Ірини) Зульцбаської (пом. 1160), візантійської імператриці, першої дружини імператора Мануїла I Комніна.
Близько 1135/1136 років Гертруда вийшла заміж за Конрада III, сина Фрідріха I фон Штауфена, герцога Швабії і Агнеси Франконської (1072 — 24 вересня 1143), першого короля Німеччини (1138—1152) з династії Гогенштауфенів, герцога Франконії (1116—1138).
По матері її чоловік Конрад III був онуком імператора Священної Римської імперії Генріха IV.
Гертруда фон Зульцбах була королевою Німеччини, але ніколи не стала імператрицею, як і її чоловік, який значною мірою покладався на родичів дружини Гертруди за підтримку у зведенні на престол у 1147 році їхнього 10-річного сина.
Після народження молодшого сина Фрідріха Гертруда захворіла і померла 1146 року в Бад-Герсфельді. Похована в Цистерціанському абатстві в Ебрахімі.

## Родина
Чоловік —  Конрад III
Діти:
- Генріх (1137—1150)[8], з 30 березня 1147 року король Німеччини і співправитель батька
- Фрідріх IV (бл. 1144 — 19 серпня 1167), який іменувався герцогом Ротенбурга-на-Таубері, герцогом Швабії (1152—1167), одруженого з Гертрудою Саксонською (1154—1197), донькою герцога Саксонії і Баварії Генріха Лева[9].